# Победа (Бежецкий район)
Победа — деревня в Бежецком районе Тверской области. Входит в состав Житищенского сельского поселения.

## География
Находится в восточной части Тверской области на расстоянии приблизительно 35 км по прямой на юг-юго-запад от районного центра города Бежецк.

## История
Деревня была отмечена только уже на карте 1978 года как поселение с 14 дворами.

## Население
Численность населения: 7 человек (русские 100 %) в 2002 году, 1 в 2010.